# Dub (król Szkocji)
Dub, także Dubh, Duff, zainglicyzowany jako Dub MacMalcolm, zwany Czarnym (Dub mac Maíl Coluim; zm. 19/20 lipca 966 roku w bitwie pod Forres lub 967) – król Szkocji (zwanej wówczas Albą) w latach 962-966 (lub według mniej popularnej wersji 961/2–967). Prawdopodobnie władał też całością lub częścią królestwa Strathclyde, prawdopodobnie wchłoniętego w latach 40. X wieku przez Szkocję.
Na temat jego panowania posiadamy bardzo mało informacji, gdyż obszerne źródła w rodzaju opisów XIV-wiecznego kronikarza Jana z Fordun zawierają wiele elementów baśniowych i apoteozę władcy. Dub był synem Malcolma I, króla w latach 943–954 i bratem Kennetha II, panującego od 971 do 995. W 962 roku król Indulf, syn Konstantyna II (panował 900–943), poległ w walce z wikingami w bitwie pod Bauds. Wiadomo, że podczas jego pięcioletniego panowania zmarł biskup Fothach, prawdopodobnie z St Andrews lub Dunkeld.
Według Kroniki Królów Alby Dub stoczył też bitwę z Cuilenem, synem Indulfa, (prawdopodobnie w 965), którą miał wygrać. W walce mieli zginąć Dubdon, mormaer Atholl i Duchad, przeor z Dunkeld (możliwy przodek Crínána z Dunkeld, założyciela dynastii Dunkeld i bohatera szekspirowskiego Makbeta). To samo źródło w następnym zdaniu podaje jednak, że Dub został wygnany, nie wiadomo, czy miało to związek z bitwą.
Legenda zawarta w Orygynale Cronykl Andrzeja z Wyntoun miała głosić, że po wygnaniu natknął się na wrogów i zginął pod Forres, a dopóki jego ciało nie zostanie wydobyte spod mostu w Kinloss i pochowane, to słońce nie wyjdzie z powrotem. Może mieć to związek z zaćmieniem Słońca, mającym miejsce w nocy z 19 na 20 lipca 966 roku i kamieniem z Sueno, na którym wyryte są inskrypcje i który jest położony blisko miejsca bitwy.
Annały z Ulsteru podają, że zmarł w 967 roku i "został zabity przez samych Szkotów, ludzi Marraya".
Został pochowany na wyspie Iona. Jego synem (matka nieznana) był Kenneth III, panujący w latach 997-1005, a być może także – co jest mało prawdopodobne – Malcolm I ze Strathclyde. Prawdopodobnie był założycielem klanu MacDuffów, który od XI do XIV wieku piastował stanowiska hrabiów Fife i z którego miał się po kądzieli wywodzić Makbet, pierwowzór postaci literackiej.